# Pachycondyla gilberti
Pachycondyla gilberti är en myrart som först beskrevs av Kempf 1960.  Pachycondyla gilberti ingår i släktet Pachycondyla och familjen myror. Inga underarter finns listade i Catalogue of Life.